# Dissecção da artéria vertebral
A dissecção da artéria vertebral (DAV) é uma dissecção (ruptura) do revestimento interno da artéria vertebral. Esta artéria situa-se no pescoço e fornece sangue ao cérebro. Após a ruptura, o sangue entra na parede arterial e forma um trombo, fazendo com que a parede arterial aumente de espessura e impedindo o fluxo de sangue. Os sintomas incluem dores de cabeça e pescoço e sintomas de acidente vascular cerebral (AVC) intermitentes ou permanentes, como dificuldade em articular palavras, dificuldades de coordenação motora e perda de visão. A condição é geralmente diagnosticada com recurso a tomografia computorizada (TAC) com contraste ou ressonância magnética (RM).
A dissecção vertebral pode ocorrer na sequência de trauma físico no pescoço, como no caso de um acidente de trânsito, estrangulamento ou manipulação vertebral em quiropraxia, embota também possa ocorrer de forma espontânea. Entre 1 e 4% dos casos espontâneos têm subjacente uma doença dos tecidos conjuntivos que afecta os vasos sanguíneos. O tratamento consiste geralmente em antiplaquetários como a aspirina ou anticoagulantes como a heparina ou varfarina.
A dissecção da artéria vertebral é menos comum do que a dissecção da artéria carótida. O conjunto das duas condições corresponde a 10–25% dos AVC não hemorrágicos em pessoas jovens e de meia idade. Mais de 75% das pessoas recuperam por completo ou com sequelas mínimas. As restantes apresentam sequelas mais graves e, em 2% dos casos, morrem de complicações. A condição foi descrita pela primeira vez na década de 1970 pelo neurologista canadiano C. Miller Fisher.

## Classificação
A dissecção da artéria vertebral é um dos dois tipos de dissecção das artérias do pescoço. O outro tipo, a dissecção da artéria carótida, envolve as artérias carótidas. A dissecção da artéria vertebral é ainda classificada como traumática (causada por trauma mecânico no pescoço) ou espontânea, e também pode ser classificada pela parte da artéria envolvida: extracraniana (parte externa do crânio) e intracraniana (parte interna do crânio).

## Sinais e sintomas
Dores de cabeça ocorrem em 50–75% de todos os casos de dissecção da artéria vertebral. A dor tem tendência a localizar-se na parte posterior da cabeça, no lado afectado ou no meio, e desenvolve-se gradualmente. Esta dor pode ser de baixa intensidade, acompanhada de sensação de pressão ou latejante. Cerca de metade das pessoas com DAV consideram a dor de cabeça distinta, enquanto as restantes já tiveram anteriormente uma dor de cabeça semelhante. Suspeita-se que a DAV com cefaleia como único sintoma seja bastante comum; 8% de todos os casos de dissecção vertebral e carótida são diagnosticados exclusivamente com base na dor que o doente sente.
Em 77–96% dos casos, a obstrução do fluxo sanguíneo no vaso afectado pode resultar em disfunção da parte do cérebro irrigada pela artéria. Embora em 10–16% dos casos esta disfunção possa ser temporária ("ataque isquémico transitório"), na maioria dos casos (67–85%) resulta em défice permanente ou um derrame. A artéria vertebral irriga a parte do cérebro que fica na fossa posterior do crânio, pelo que esse tipo de acidente vascular cerebral é chamado de enfarte da circulação posterior. Os problemas podem incluir dificuldade em falar ou engolir (síndrome medular lateral); isto ocorre em menos de um quinto dos casos e ocorre devido à disfunção do tronco cerebral. Outros podem apresentar instabilidade ou falta de coordenação devido ao envolvimento do cerebelo, e ainda outros podem desenvolver perda visual (num lado do campo visual) devido ao envolvimento do córtex visual no lobo occipital. No caso de envolvimento dos tratos simpáticos no tronco cerebral, pode-se desenvolver uma síndrome de Horner parcial; esta é a combinação de uma pálpebra caída, pupila contraída e um olho aparentemente afundado num lado do rosto.
Se a dissecção da artéria se estender até à parte da artéria que fica dentro do crânio, pode acontecer uma hemorragia subaracnoidea (1% dos casos). Isto ocorre devido à ruptura da artéria e acumulo de sangue na meninge. Esta pode ser caracterizada por uma dor de cabeça diferente, geralmente intensa, e também pode causar uma série de sintomas neurológicos adicionais.
Entre 13 a 16% de todas as pessoas com dissecção vertebral ou carótida têm dissecção noutra artéria cervical. Assim, é possível que os sintomas ocorram em ambos os lados ou que os sintomas de dissecção da artéria carótida ocorram ao mesmo tempo que os da dissecção da artéria vertebral. Alguns fornecem um número de dissecção de múltiplos vasos de até 30%.

## Causas
As causas da dissecção da artéria vertebral podem ser agrupadas em duas categorias principais, espontânea e traumática.

### Espontânea
Considera-se que os casos espontâneos sejam causados por factores intrínsecos que enfraquecem a parede arterial. Apenas uma proporção muito pequena (1–4%) tem claramente subjacente uma doença do tecido conjuntivo, como a síndrome de Ehlers-Danlos tipo 4 e, mais raramente, a síndrome de Marfan. A síndrome de Ehlers-Danlos tipo 4, causada por mutações no gene COL3A1 leva à produção defeituosa da proteína colagénio, tipo III, alfa 1 e causa fragilidade na pele, bem como fraqueza das paredes das artérias e órgãos internos. A síndrome de Marfan é o resultado de mutações no gene FBN1, que resultam em defeitos na produção da proteína fibrilina 1 que estão na origem de uma série de anomalias físicas, incluindo aneurisma da raiz aórtica.
Também há relatos de outras condições genéticas, como osteogénese imperfeita tipo 1, doença renal policística autossómica dominante e pseudoxantoma elástico, deficiência de α1 antitripsina e hemocromatose hereditária, mas as evidências para estas associações são mais fracas. Os estudos genéticos noutros genes relacionados ao tecido conjuntivo produziram, na sua maioria, resultados negativos. Outras anormalidades nos vasos sanguíneos, como displasia fibromuscular, também foram relatadas em alguns casos. A aterosclerose não parece aumentar o risco.
Houve vários relatos de factores de risco associados à dissecção da artéria vertebral; muitos desses relatórios sofrem de deficiências metodológicas, como viés de selecção. Níveis elevados de homocisteína, muitas vezes devido a mutações no gene MTHFR, parecem aumentar o risco de dissecção da artéria vertebral. Pessoas com aneurisma da raiz da aorta e pessoas com histórico de enxaqueca podem estar predispostas à dissecção da artéria vertebral.

### Traumático
A dissecção vertebral traumática pode ocorrer em resultado de uma contusão no pescoço, como num acidente rodoviário, um golpe directo no pescoço, estrangulamento ou com uma lesão cervical. Entre 1 a 2% dos casos de trauma significativo podem ter associada uma lesão nas artérias carótidas ou vertebrais. Em muitos casos de dissecção vertebral, as pessoas relatam a ocorrência recente de traumas muito leves no pescoço ou de movimentos repentinos com o pescoço; por exemplo, no contexto da prática de diversas modalidades desportivas. Outros relatam a ocorrência recente de uma infecção, particularmente infecções respiratórias associadas à tosse. Em 40% dos relatos a ocorrência do trauma ocorreu até um mês antes da dissecção. Destes, em 90% dos casos o trauma foi menor. Tem sido difícil provar estatisticamente a associação de dissecção da artéria vertebral com trauma leve e infecções. É provável que muitos casos "espontâneos" possam, de facto, ter sido causados por tais acontecimentos relativamente pequenos em alguém predisposto por outros problemas estruturais aos vasos.
A dissecção da artéria vertebral também foi relatada em associação com algumas formas de manipulação vertebral do pescoço. Existe uma controvérsia significativa sobre o nível de risco de acidente vascular cerebral por manipulações vertebrais. Poderá acontecer que a manipulação possa causar dissecção, ou pode ser que a dissecção já esteja presente em algumas pessoas que procuram tratamento manipulativo. Até ao momento, não existem evidências conclusivas para apoiar uma forte associação entre a manipulação do pescoço e derrame, ou nenhuma associação.

## Mecanismo

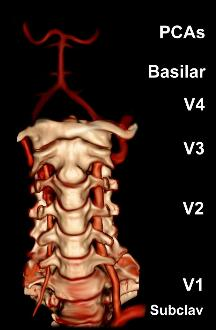
Uma reconstrução das artérias vertebrais a partir de uma tomografia computadorizada, vista de frente. Do fundo, V1 é da artéria subclávia para o forame, V2 é do forame para a segunda vértebra, V3 está entre os forames até à entrada no crânio e V4 está dentro do crânio embutido na dura-máter. Eles fundem-se na artéria basilar, que então se divide na artéria cerebral posterior.

As artérias vertebrais surgem da artéria subclávia e passam pelo forame transverso das seis vértebras superiores do pescoço. Depois de sair no nível da primeira vértebra cervical, o seu curso muda de vertical para horizontal, e então entra no crânio pelo forame magno. Dentro do crânio, as artérias fundem-se para formar a artéria basilar, que se junta ao círculo de Willis. No total, três quartos da artéria estão fora do crânio, área em que tem uma elevada mobilidade devido ao movimento rotativo do pescoço sendo, portanto, vulnerável a traumas. A maioria das dissecções ocorre no nível das primeira e segunda vértebras. A artéria vertebral supre uma série de estruturas vitais na fossa craniana posterior, como o tronco cerebral, o cerebelo e os lobos occipitais. O tronco cerebral abriga várias funções vitais (como a respiração) e controla os nervos do rosto e do pescoço. Já o cerebelo, este faz parte do sistema difuso que coordena o movimento. Finalmente, os lobos occipitais participam do sentido da visão.
A dissecção ocorre quando o sangue se acumula na parede do vaso sanguíneo. Isso é provavelmente devido a um rasgo na túnica íntima (a camada interna), permitindo que o sangue entre na túnica média, embora algumas descobertas e estudos tenham sugerido que o sangue pode, em vez disso, surgir dos vasa vasorum, os pequenos vasos sanguíneos que fornecem a camada externa de vasos sanguíneos maiores. Existem várias teorias sobre se as pessoas que sofrem dissecção da artéria carótida e vertebral, mesmo que não sofram de um distúrbio do tecido conjuntivo, têm uma vulnerabilidade subjacente. Amostras de biópsia de pele e outras artérias indicaram que isto pode ser uma possibilidade, mas nenhum defeito genético nos genes do colágeno ou elastina foi comprovado de forma convincente. Outros estudos indicaram inflamação dos vasos sanguíneos, medida pela proteína c-reativa altamente sensível (hsCRP, um marcador de inflamação) no sangue.
Após a ocorrência da dissecção há dois mecanismos que contribuem para o desenvolvimento dos sintomas do AVC. Em primeiro lugar, o fluxo através do vaso sanguíneo pode ser interrompido devido ao acumulo de sangue sob a parede do vaso, levando a isquemia (irrigação sanguínea insuficiente). Em segundo lugar, as irregularidades na parede do vaso e turbulência aumentam o risco de trombose (formação de coágulos sanguíneos) e embolia (migração) desses coágulos do cérebro. A partir de várias linhas de evidência, a trombose e a embolia aparentam ser o problema predominante.
A hemorragia subaracnoide devido à ruptura arterial dá-se geralmente se a dissecção se estender para a secção V4 da artéria. Isto pode ser explicado pelo facto de que a parede arterial é mais fina e carece de vários suportes estruturais nesta secção.

## Diagnóstico

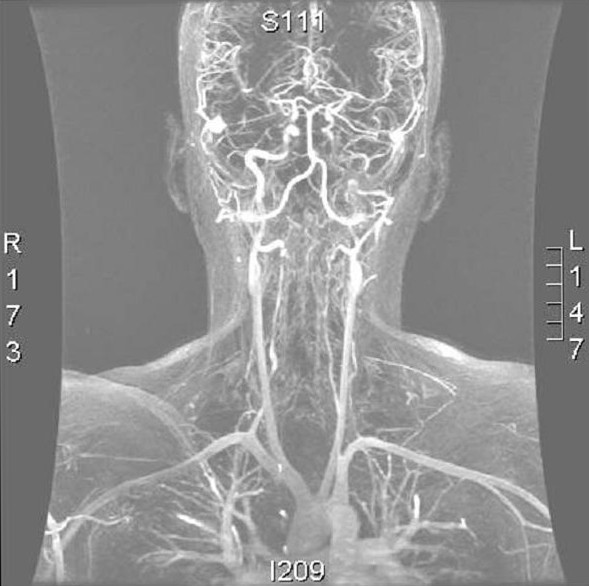
Angiografia por ressonância magnética dos vasos do pescoço numa pessoa com síndrome de Ehlers-Danlos tipo IV; A ressonância mostra uma dissecção da artéria carótida interna esquerda, dissecção de ambas as artérias vertebrais nos seus segmentos V1 e V2 e uma dissecção do terço médio e distal da artéria subclávia direita. Esses episódios marcantes de dissecção são típicos desse subtipo "vascular" da síndrome de Ehlers-Danlos.

Existem várias modalidades de diagnóstico para demonstrar o fluxo sanguíneo ou a ausência dele nas artérias vertebrais. A principal é a angiografia cerebral (com ou sem angiografia de subtracção digital). Isto envolve a punção de uma grande artéria (geralmente a artéria femoral) e o avanço de um cateter intravascular através da aorta em direcção às artérias vertebrais. Nesse ponto, é injectado radiocontraste e o seu fluxo a jusante é capturado na fluoroscopia (imagem contínua de raios-X). O vaso pode parecer estenótico (estreito, 41–75%), ocluído (bloqueado, 18–49%) ou como um aneurisma (área de dilatação, 5–13%). A angiografia cerebral é um procedimento invasivo e requer grandes volumes de radiocontraste, o que pode causar complicações como nefropatia induzida por contraste. A angiografia também não demonstra directamente o sangue na parede do vaso, ao contrário das modalidades mais modernas. O único uso restante da angiografia é quando o tratamento endovascular é contemplado.
Os métodos mais modernos envolvem angiografia por tomografia computorizada, denominada angiotomografia (ATC ou angio-TC) — e ressonância magnética (RM). Estes métodos requerem uma menor quantidade de contraste e não são invasivos. A angiografia por TAC e a angiografia por RM são mais ou menos equivalentes quando usadas para diagnosticar ou excluir uma dissecção da artéria vertebral. A ATC tem a vantagem de mostrar certas anormalidades mais cedo, tende a estar disponível fora do horário de expediente e pode ser realizada rapidamente. Quando a angiografia por RM é usada, os melhores resultados são obtidos no cenário T1 usando um protocolo conhecido como "supressão de gordura". A ecografia Doppler é menos útil, pois fornece poucas informações sobre a parte da artéria próxima à base do crânio e no forame vertebral, e qualquer anormalidade detectada na ecografia ainda exigiria confirmação através de um TC ou RM.

## Tratamento
O tratamento concentra-se na redução de episódios de AVC e danos causados por distensão arterial. No tratamento da dissecção da artéria vertebral são aplicadas quatro modalidades de tratamento. Os dois principais tratamentos envolvem medicamentos: anticoagulante (através do uso de heparina e varfarina) e medicamentos antiplaquetários (geralmente aspirina). Mais raramente, podem ser administrados antitrombóticos (medicamentos que dissolvem coágulos sanguíneos) e, ocasionalmente, a obstrução pode ser tratada com angioplastia e implante de stent. Não foi ainda realizado um ensaio clínico aleatorizado para comparar as diferentes modalidades de tratamento. A cirurgia só é usada em casos excepcionais.

### Anticoagulante e aspirina

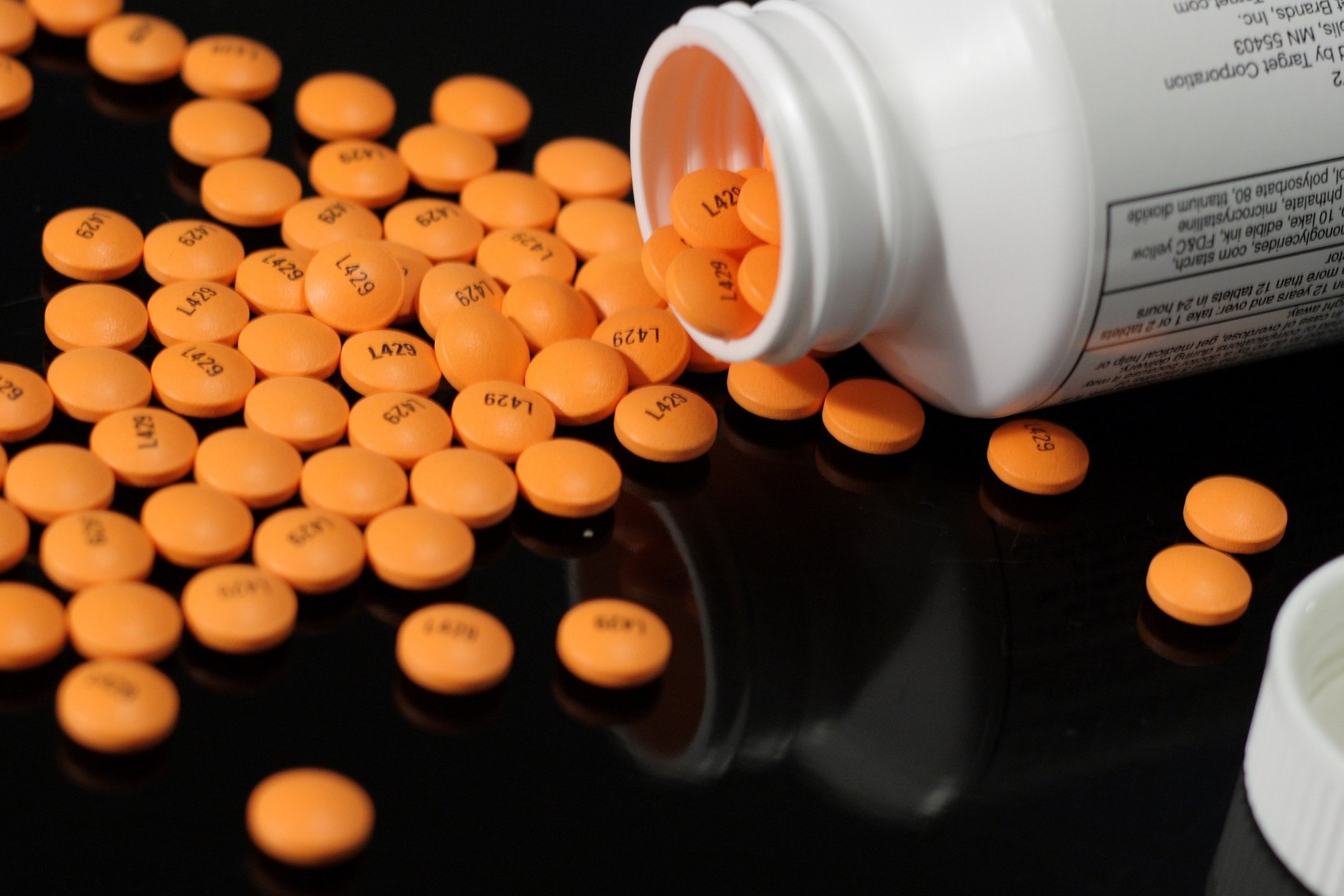
A aspirina (na foto) é frequentemente usada após o derrame. Na dissecção da artéria vertebral, parece tão eficaz como um anticoagulante com varfarina

Com base na análise de pequenos ensaios de tratamento de dissecção da artéria cervical (carótida e vertebral), a aspirina e o anticoagulante (heparina seguida de varfarina) aparentam ter eficácia idêntica na redução do risco de um novo AVC ou de morte. A anticoagulação é considerada mais poderosa do que a terapia antiplaquetária, mas os anticoagulantes podem aumentar o tamanho do hematoma e piorar a obstrução da artéria afectada. A anticoagulação pode ser relativamente insegura se já tiver ocorrido um grande acidente vascular cerebral, pois a transformação hemorrágica é relativamente comum, e se a dissecção se estende para V4 (com risco de hemorragia subaracnoide). A anticoagulação pode ser apropriada se houver um rápido fluxo sanguíneo (através de um vaso severamente estreitado) no doppler transcraniano, apesar do uso de aspirina, se houver um vaso completamente ocluído, se houver episódios recorrentes de acidente vascular cerebral ou se coágulo de sangue flutuante é visível nas varreduras. A varfarina é normalmente administrada por 3 a 6 meses, pois durante esse período o fluxo através da artéria geralmente melhora e a maioria dos acidentes vasculares cerebrais ocorre nos primeiros 6 meses após o desenvolvimento da dissecção. Alguns consideram 3 meses suficientes.
As directrizes profissionais no Reino Unido recomendam que os pacientes com DAV sejam inscritos, se possível, num ensaio clínico onde se compara aspirina e anticoagulação. As directrizes norte-americanas afirmam que o benefício da anticoagulação não está estabelecido actualmente.

### Trombólise, implante destente cirurgia
A trombólise, o implante de stent e a cirurgia não são tão amplamente usados como a anticoagulação ou os medicamentos antiplaquetários. Estes tratamentos são invasivos e normalmente reservados para situações em que os sintomas pioram apesar do tratamento médico, ou onde o tratamento médico pode ser inseguro (por exemplo, uma tendência a hemorragias inaceitável).
A trombólise é a destruição enzimática de coágulos sanguíneos. Isto é obtido pela administração de um medicamento (como a uroquinase ou alteplase) que activa a plasmina, uma enzima que ocorre naturalmente no corpo e, quando activada, digere os coágulos. A trombólise é um tratamento aceite para ataques cardíacos e derrames não relacionados à dissecção; no entanto, para a dissecção da artéria cervical estão apenas disponíveis um número limitado de estudos de série. O trombolítico é administrado por via intravenosa ou durante a angiografia cerebral através de um cateter directamente na artéria afectada. Os dados indicam que a trombólise é segura, mas o seu lugar no tratamento da DAV é incerto.
O implante de stent envolve o cateterismo da artéria afectada durante a angiografia e a inserção de um tubo; isto é conhecido como uma "cirurgia vascular" (dentro do vaso sanguíneo). Isto pode ser realizado para permitir que o sangue flua através de um vaso severamente estreitado ou para selar um aneurisma. No entanto, não está claro se o sucesso técnico do procedimento se traduz em melhores resultados, pois em ambos os casos o problema muitas vezes resolve-se espontaneamente com o tempo. O implante de stent, bem como a inserção de molas através de angiografia, pode ser realizado se houver aneurisma e/ou extensão da dissecção para secção V4 da artéria.
A cirurgia apresenta um alto risco de complicações e, normalmente, só é oferecida em caso de deterioração inexorável ou contra-indicações para qualquer um dos outros tratamentos. Vários procedimentos de reparo arterial têm sido descritos.

## Prognóstico
O prognóstico da dissecção arterial cervical espontânea envolve resultados neurológicos e arteriais. O prognóstico funcional geral de indivíduos com AVC devido à dissecção da artéria cervical não parece variar daquele de jovens com AVC devido a outras causas. A taxa de sobrevivência com bom resultado (uma pontuação Rankin modificada de 0 a 2) é geralmente cerca de 75%, ou possivelmente um pouco melhor (85,7%) se forem administrados medicamentos antiplaquetários. Em estudos de anticoagulantes e aspirina, a mortalidade combinada com qualquer um dos tratamentos é de 1,8 a 2,1%.
Após o episódio inicial, 2% dos afectados podem passar por um novo episódio no primeiro mês. Depois disso, existe um risco anual de recorrência de 1%. Aqueles com hipertensão e dissecções em várias artérias podem ter um risco maior de recorrência. Outros episódios de dissecção da artéria cervical são mais comuns em pessoas mais jovens, com historial familiar de dissecção da artéria cervical ou com diagnóstico de síndrome de Ehlers-Danlos ou displasia fibromuscular.

## Epidemiologia
Em estudos populacionais nos Estados Unidos e na França, a incidência anual é de cerca de 1,1 em cada 100 000 pessoas. Embora de 1994 a 2003 a incidência tenha triplicado, isto tem sido atribuído ao uso mais difundido de exames imagiológicos modernos, em vez de um aumento real. Da mesma forma, aqueles que vivem em áreas urbanas são mais propensos a receber investigações adequadas, sendo responsáveis pelo aumento das taxas de diagnóstico em residentes em cidades. Suspeita-se que uma proporção de casos em pessoas com sintomas leves permanece sem diagnóstico.
Há controvérsias se a DAV é mais comum em homens ou mulheres; um agregado de todos os estudos mostra que é uma incidência ligeiramente maior em homens (56% versus 44% em mulheres). Os homens têm em média entre 37 e 44 anos no momento do diagnóstico e as mulheres entre 34 e 44 anos. Embora a dissecção das artérias carótidas e vertebrais seja responsável por apenas 2% dos acidentes vasculares cerebrais (que geralmente são causados por pressão arterial elevada e outros factores de risco, e tendem a ocorrer em idosos), eles causam de 10 a 25% dos acidentes vasculares cerebrais em jovens e adultos de meia idade.
Os aneurismas dissecantes da artéria vertebral constituem 4% de todos os aneurismas cerebrais e, portanto, são uma causa relativamente rara, mas importante, de hemorragia subaracnoide.

## História
A dissecção espontânea da artéria vertebral foi descrita na década de 1970. Antes disso, havia relatos de casos isolados sobre dissecção de carótida. Em 1971, C. Miller Fisher, um neurologista canadiano e médico de derrame que trabalhava no Massachusetts General Hospital, notou pela primeira vez a anormalidade do "sinal da corda" nas artérias carótidas em angiogramas cerebrais de pacientes com derrame e, posteriormente, descobriu que a mesma anormalidade poderia ocorrer na artérias vertebral. Ele relatou a descoberta num artigo em 1978.

## Casos notáveis
O jogador de críquete australiano Phillip Hughes morreu em 27 de novembro de 2014, após desenvolver uma dissecção da artéria vertebral em consequência de ser atingido na lateral do pescoço por uma bola de críquete durante uma partida de Sheffield Shield dois dias antes. A bola atingiu Hughes na base do crânio, logo atrás da sua orelha esquerda, o que causou uma dissecção da artéria vertebral complicada por hemorragia subaracnóide.